# Snovačka skleníková
Snovačka skleníková (Parasteatoda tepidariorum) je druh pavouka z čeledi snovačkovití (Theridiidae).

## Popis

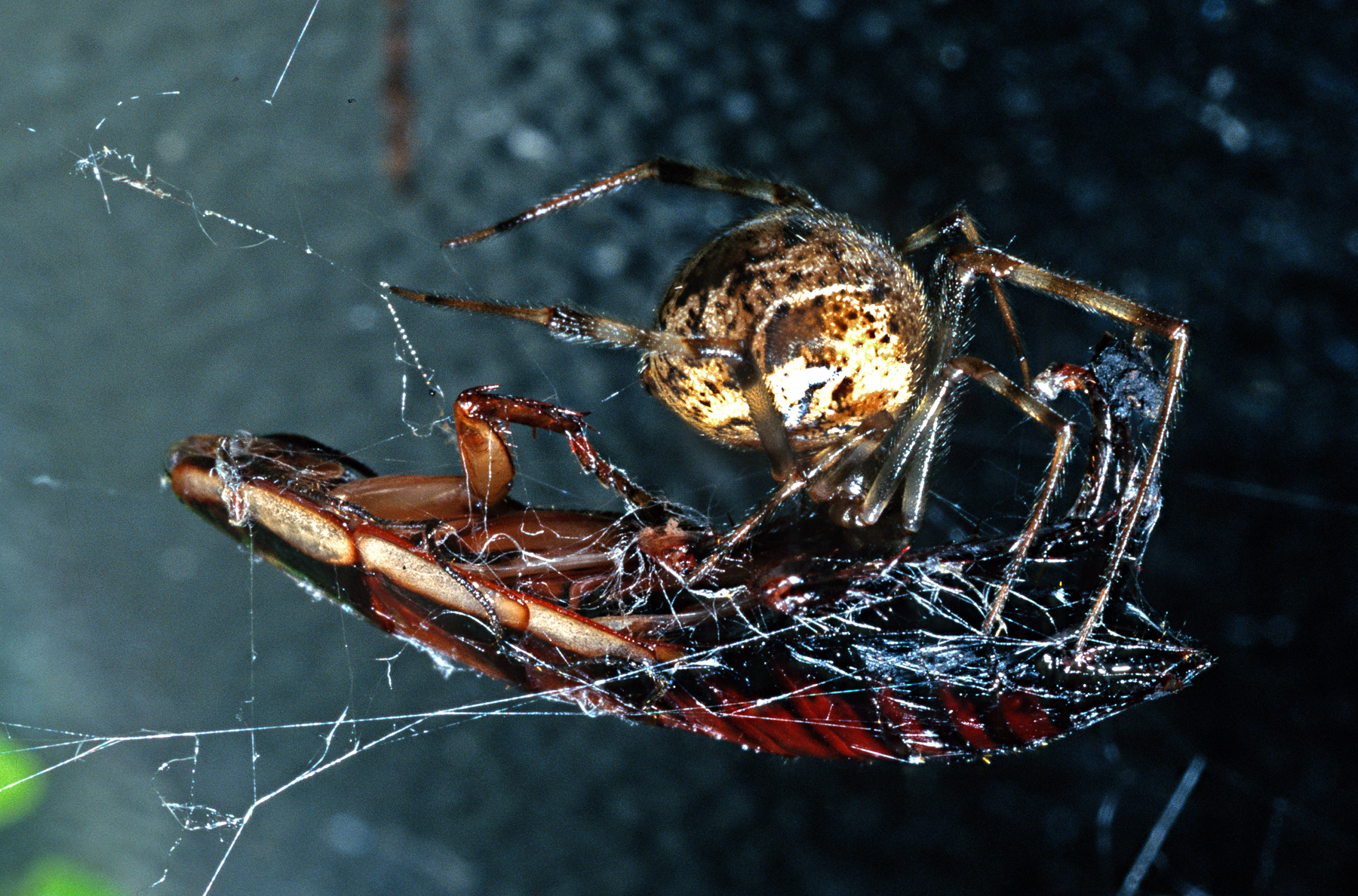
Samice s ulovenou kořistí

Snovačka skleníková patří mezi zástupce rodu Parasteatoda. Obě pohlaví jsou přibližně stejně velká. Samice dosahuje velikosti těla 3,5 až 7,5 mm, samec 3,5 až 6,5 mm, z toho hlavohruď měří 1,5 až 2,5 mm. Výrazný je především kulovitý, vysoký zadeček, který se směrem ke snovacímu aparátu strmě sklání. Zbarvení hlavohrudi se pohybuje především v rezavých odstínech, u samců bývá hlavohruď tmavší než v případě samic. Zadeček je naproti jednobarevné hlavohrudi vzorovaný, žluto-černo-bílý, z jeho přední části vybíhá tmavý centrální proužek, za kterým se rozbíhají bělavé linky. Samci navíc u snovacích bradavek mají černé příčkování. Končetiny jsou rezavé, resp. v případě samců hnědě kroužkované.
Záměna může nastat s ostatními snovačkami rodu Parasteatoda, zvláště podobná je například snovačce šálivé (Parasteatoda simulans), ačkoli ta bývá znatelně menší. V Severní Americe hrozí záměna se snovačkami rodu Tidarren, zvláště se snovačkou druhu Tidarren sisyphoides.

## Biologie

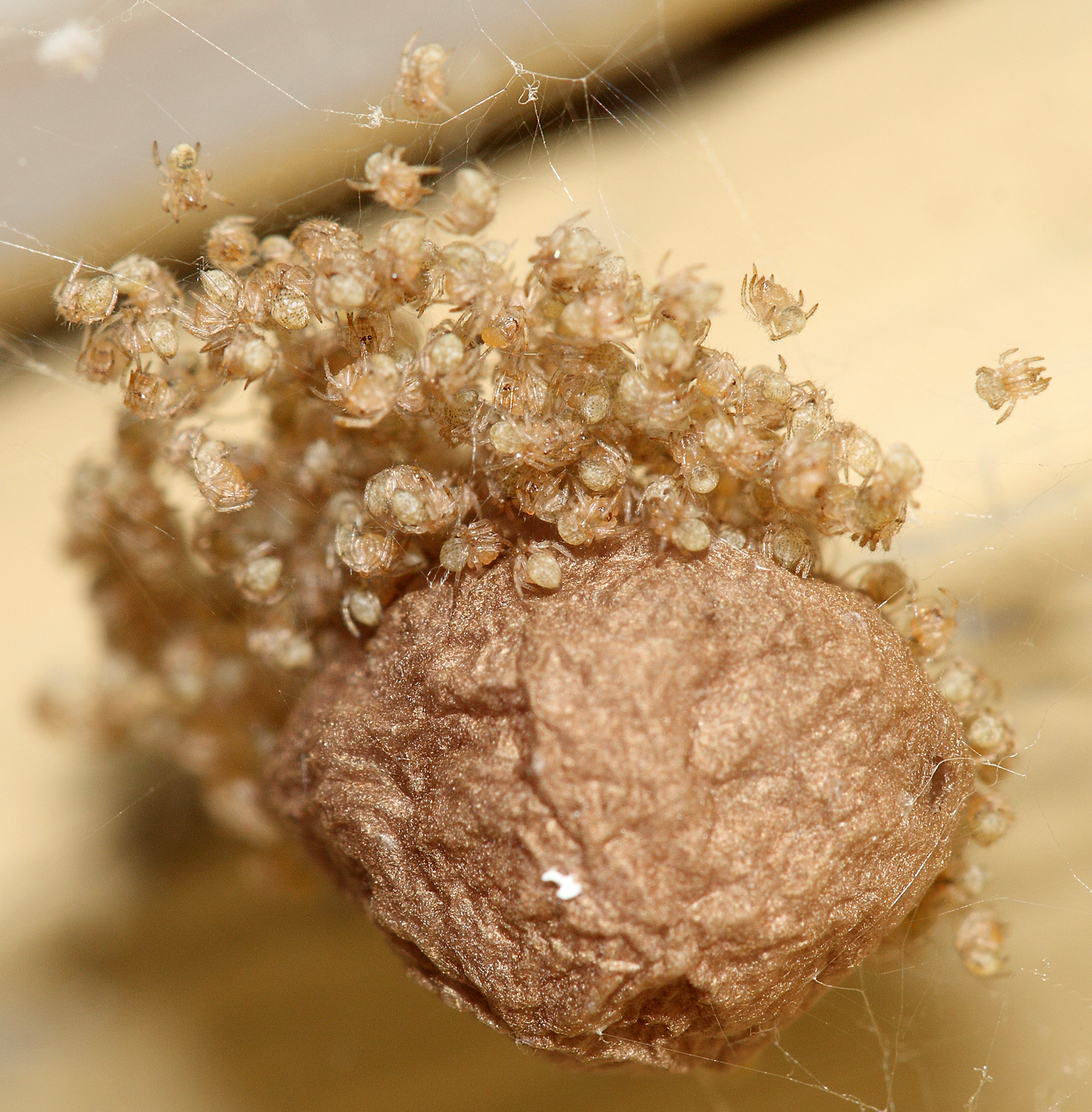
Líhnoucí se kokon

Původní areál výskytu zahrnuje zřejmě východní Asii, nebo Jižní Ameriku. Snovačka skleníková se však rozšířila takřka kosmopolitně, a to především díky zavlečení člověkem. Prvně popsána byla teprve v Německu. V Česku se vyskytuje roztroušeně po celém území; ve střední Evropě je však její biotop omezen vesměs na synantropní prostředí, typicky vytápěné budovy, skleníky, pavilony zoologických zahrad, v teplejších lokalitách ji lze objevit i z vnější strany budov. Od této preference stanoviště vychází i její vědecké jméno: tepidarium byla vytápěná relaxační místnost v římských lázních.
Na lov si snovačka skleníková tká velké sítě se zvonovitým úkrytem, typické pro celou čeleď. Sítě jsou často vystavěny mezi sousedícími okraji budovy a v případě, že na daném místě žije větší počet snovaček, může množství podobných sítí pokrývat i větší, souvislou plochu. Sítě vytvářejí samice a mláďata. Snovačka skleníková je zdatným lovcem různorodé kořisti a v místech, kde se vyskytují, je schopna přemoci i štíry. Na kořist snovačky většinou číhají uprostřed sítě, odpočívají pak na jejím okraji, přičemž vzorovaný zadeček jim slouží jako určité maskování. Navzdory tomu, že patří do stejné čeledi jako snovačky rodu Latrodectus („černé vdovy“), není neurotoxin snovaček skleníkových považován za člověku nebezpečný, ačkoli ve velmi vzácných případech může vyvolat i vážnější alergické reakce.
Ve vytápěných prostorech žijí dospělci tohoto druhu celoročně. Po rozmnožování vytvářejí hnědavé, hruškovité kokony, které samice stráží v síti. Samec a samice mohou sdílet společnou síť.

## Význam
Patří mezi důležité studijní druhy vývojové a evoluční biologie (jeden z modelových druhů klepítkatců v rámci směru „evo-devo“) a genetiky.